# Harijs Lazdiņš
Harijs Lazdiņš (Liepāja, 25 luglio 1910 – Kingston, 23 agosto 1988) è stato un calciatore lettone, di ruolo portiere.

## Carriera

### Club
Ha trascorso tutta la sua carriera nell'Olimpija Liepaja, la squadra della sua città di cui divenne il simbolo e con cui vinse 7 campionati lettoni in 18 anni.

### Nazionale
Totalizzò 17 presenze in nazionale, subendo 37 gol e alternandosi come titolare a Arvīds Jurgens prima e Jānis Bebris poi. Ha disputato il suo primo incontro in nazionale il 28 luglio 1929 nell'amichevole contro la Svezia.
Ha dato il suo contributo alla vittoria di due Coppe del Baltico.

## Statistiche

### Cronologia presenze e reti in Nazionale
| Cronologia completa delle presenze e delle reti in nazionale ― Lettonia | Cronologia completa delle presenze e delle reti in nazionale ― Lettonia | Cronologia completa delle presenze e delle reti in nazionale ― Lettonia | Cronologia completa delle presenze e delle reti in nazionale ― Lettonia | Cronologia completa delle presenze e delle reti in nazionale ― Lettonia | Cronologia completa delle presenze e delle reti in nazionale ― Lettonia | Cronologia completa delle presenze e delle reti in nazionale ― Lettonia | Cronologia completa delle presenze e delle reti in nazionale ― Lettonia |
| Data                                                                    | Città                                                                   | In casa                                                                 | Risultato                                                               | Ospiti                                                                  | Competizione                                                            | Reti                                                                    | Note                                                                    |
| ----------------------------------------------------------------------- | ----------------------------------------------------------------------- | ----------------------------------------------------------------------- | ----------------------------------------------------------------------- | ----------------------------------------------------------------------- | ----------------------------------------------------------------------- | ----------------------------------------------------------------------- | ----------------------------------------------------------------------- |
| 28-7-1929                                                               | Malmö                                                                   | Svezia                                                                  | 10 – 0                                                                  | Lettonia                                                                | Amichevole                                                              | -10                                                                     |                                                                         |
| 16-8-1930                                                               | Kaunas                                                                  | Lettonia                                                                | 3 – 2                                                                   | Estonia                                                                 | Coppa del Baltico 1930                                                  | -                                                                       | 46’                                                                     |
| 17-8-1930                                                               | Kaunas                                                                  | Lituania                                                                | 3 – 3                                                                   | Lettonia                                                                | Coppa del Baltico 1930                                                  | -3                                                                      |                                                                         |
| 14-10-1934                                                              | Riga                                                                    | Lettonia                                                                | 2 – 6                                                                   | Polonia                                                                 | Amichevole                                                              | -6                                                                      |                                                                         |
| 22-8-1935                                                               | Tallinn                                                                 | Estonia                                                                 | 1 – 1                                                                   | Lettonia                                                                | Coppa del Baltico 1935                                                  | -1                                                                      |                                                                         |
| 15-9-1935                                                               | Łódź                                                                    | Polonia                                                                 | 3 – 3                                                                   | Lettonia                                                                | Amichevole                                                              | -3                                                                      |                                                                         |
| 13-10-1935                                                              | Konigsberg                                                              | Germania                                                                | 3 – 0                                                                   | Lettonia                                                                | Amichevole                                                              | -3                                                                      |                                                                         |
| 28-5-1936                                                               | Tallinn                                                                 | Estonia                                                                 | 3 – 4                                                                   | Lettonia                                                                | Amichevole                                                              | -3                                                                      |                                                                         |
| 14-6-1936                                                               | Kaunas                                                                  | Lituania                                                                | 1 – 5                                                                   | Lettonia                                                                | Amichevole                                                              | -1                                                                      |                                                                         |
| 29-8-1936                                                               | Riga                                                                    | Lettonia                                                                | 2 – 1                                                                   | Lituania                                                                | Coppa del Baltico 1936                                                  | -1                                                                      |                                                                         |
| 31-8-1936                                                               | Riga                                                                    | Lettonia                                                                | 2 – 1                                                                   | Estonia                                                                 | Coppa del Baltico 1936                                                  | -1                                                                      |                                                                         |
| 6-9-1936                                                                | Riga                                                                    | Lettonia                                                                | 3 – 3                                                                   | Polonia                                                                 | Amichevole                                                              | -3                                                                      |                                                                         |
| 4-9-1937                                                                | Kaunas                                                                  | Estonia                                                                 | 1 – 1                                                                   | Lettonia                                                                | Coppa del Baltico 1937                                                  | -1                                                                      | 12’                                                                     |
| 7-9-1937                                                                | Kaunas                                                                  | Lituania                                                                | 0 – 2                                                                   | Lettonia                                                                | Coppa del Baltico 1937                                                  | -                                                                       |                                                                         |
| 19-9-1937                                                               | Riga                                                                    | Lettonia                                                                | 3 – 1                                                                   | Estonia                                                                 | Amichevole                                                              | -1                                                                      |                                                                         |
| 10-6-1938                                                               | Solna                                                                   | Svezia                                                                  | 3 – 3                                                                   | Lettonia                                                                | Amichevole                                                              | -                                                                       | 46’                                                                     |
| Totale                                                                  |                                                                         | Presenze                                                                | 17                                                                      |                                                                         | Reti                                                                    | -37                                                                     |                                                                         |

## Palmarès

### Club
- Campionato lettone: 7

1927, 1928, 1929, 1933, 1936, 1937-38, 1938-39

### Nazionale
- Coppa del Baltico: 2

1936, 1937